# Red Stripe
Red Stripe (букв.: Червона стрічка) — пиво низового бродіння, що виготовляється у столиці Ямайки Кінгстоні компанією Desnoes & Geddes, яка контролюється британським пивоварним гігантом Diageo.

## Історія

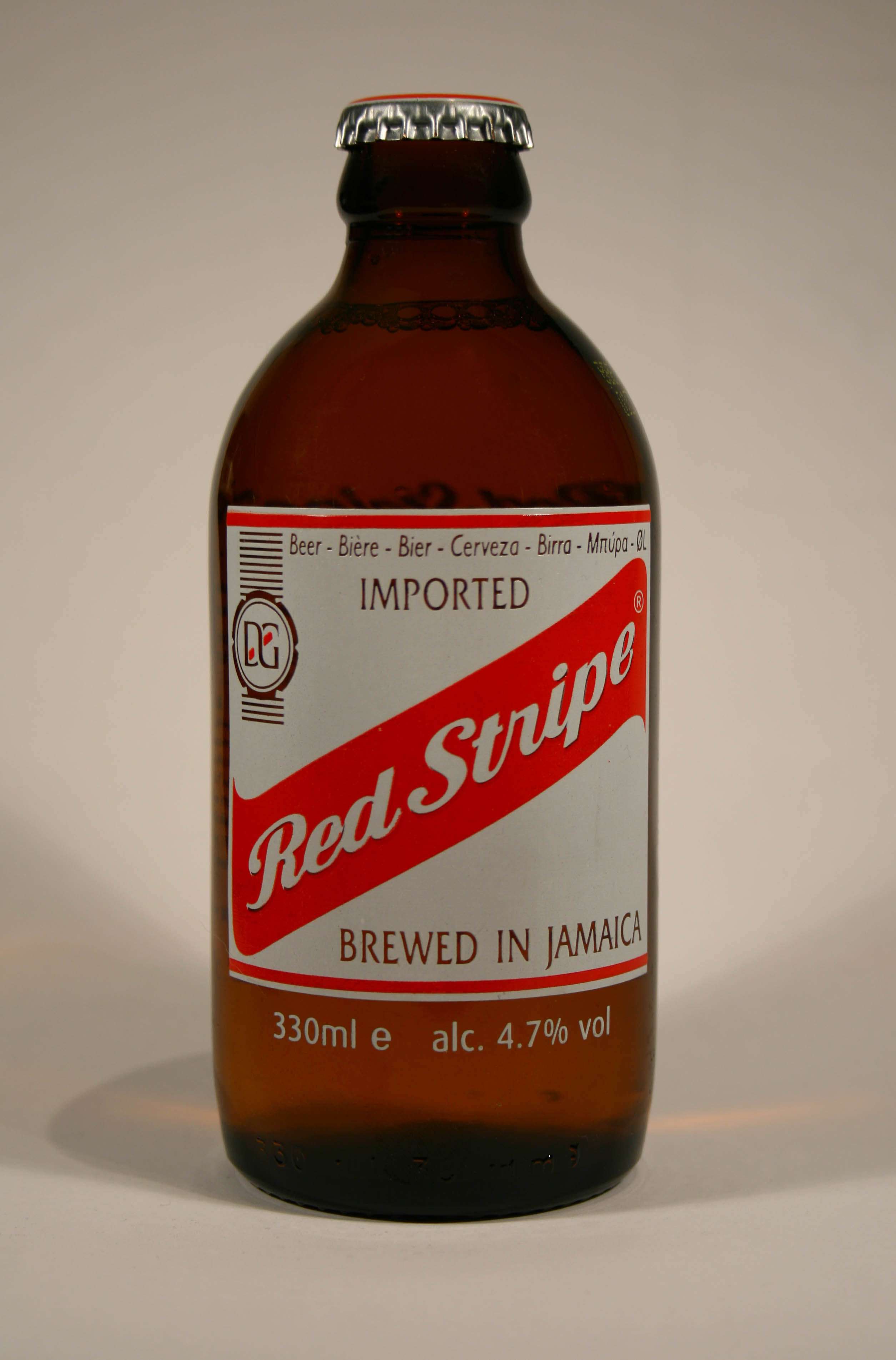
Пляшка Red Stripe

Компанію Desnoes & Geddes було засновано 1918 року у Кінгстоні двома місцевими бізнесменами Юджином Десносом та Томасом Геддесом, чиї прізвища й дали назву компанії. Основним видом діяльності новоствореного підприємства був випуск прохолоджувальних напоїв.
Уперше пиво під торговельною маркою Red Stripe було зварене 1928 року і являло собою ель, який виявився заміцним для місцевих пивних смаків, тому за десять років, у 1938, під цією ж назвою почало випускатися більш легке пиво низового бродіння (лагер).
Протягом довгого часу Red Stripe було пивом, розрахованим насамперед на місцевий ринок Ямайки. Перші спроби виходу на ринок США були зроблені у середині 1980-х і були здебільшого невдалими. Прорив цього бренду на міжнародні ринки відбувся на початку 1990-х на хвилі світової популярності ямайського иузичного стилю регі. Відтоді торговельна марка Red Stripe стала традиційним спонсором музичних подій, присвячених регі, а також іншому популярному стилю ямайської музики ска.
Комерційний успіх ямайського бренду привернув увагу потужних гравців світового пивного ринку і у 1993 році контрольний пакет акцій компанії Desnoes & Geddes придбала ірландська пивоварна корпорація Guinness Brewing Worldwide, яка згодом увійшла до складу активів Diageo — одного з найбільших виробників алкогольних напоїв у світі.
Наразі до основних ринків збуту пива Red Stripe, крім ямайського, відносяться ринки США та Великої Британії. Виробництво пива відбувається не лише броварнею Desnoes & Geddes, але й за кордоном. Зокрема розлив цього напою у банки було започатковано 2009 у Канаді, броварнею Moosehead, що виробляє його на основі ліцензійної угоди.

## Різновиди
Крім безпосередньо пива Red Stripe, що має вміст алкоголю 4,7%, під цією торговельною маркою випускаються різновиди Red Stripe Light (полегшене, з вмістом алкоголю 3,6%) та Red Stripe Bold (міцніше, 6% алкоголю).